# Johann Schnitzhofer
Johann Schnitzhofer (* 25. Mai 1970) ist ein österreichischer Politiker (ÖVP) und Landwirt. Er ist seit 2013 Abgeordneter zum Salzburger Landtag.

## Ausbildung und Beruf
Schnitzhofer besuchte zwischen 1976 und 1980 die Volksschule Radochsberg und absolvierte danach zwischen 1980 und 1984 die Hauptschule in Abtenau. 1984 wechselte er an die landwirtschaftliche Fachschule Winklhof, wobei er seine Ausbildung ab 1986 an der Höheren Bundeslehranstalt für alpenländische Landwirtschaft in Ursprung (Gemeinde Elixhausen) fortsetzte. Er arbeitete in der Folge 1991 beim Raiffeisenverband Salzburg und war danach von 1991 bis 2012 als kommunaler Umweltberater der Gemeinden Abtenau, Annaberg, Rußbach, Kuchl und Scheffau aktiv. Zudem absolvierte er zwischen 1996 und 1998 eine Ausbildung zum Molkerei- und Käsereifacharbeiter in Rotholz und übernahm 1996 die Betriebsführung des Schnitzhofs in Abtenau.

## Politik und Funktionen
Schnitzhofer war von 1989 bis 1991 Obmann der Landjugend und wurde 1995 Fraktionsmitglied ÖVP-Abtenau sowie im Jahr 2000 in den Ortsausschuss der Bauernschaft Abtenau im Landwirtschaftskammerrat gewählt. Seit 2010 ist er zudem Mitglied im Vorstand der Landwirtschaftskammer Salzburg und seit 2011 von der Landwirtschaftskammer entsandtes Mitglied des landwirtschaftlichen Arbeitgeberverbandes. Nachdem der ÖVP-Landtagsabgeordnete Josef Schwarzenbacher nicht mehr bei der Landtagswahl 2013 antrat, wurde Schnitzhofer bereits im Vorfeld der Wahl als sein designierter Nachfolger gehandelt, und wurde auf dem dritten Platz der ÖVP im Wahlkreis Tennengau aufgestellt. Schnitzhofer wurde am 19. Juni 2013 als Landtagsabgeordneter im Salzburger Landtag angelobt und wirkt als Bereichsprecher für Ländlichen Raum/Leader sowie Jagd im ÖVP-Landtagsklub.
Er ist des Weiteren seit 1999 Vorstandsmitglied im Tourismusverband Abtenau und seit 2009 Obmann des Tourismusverbandes Abtenau. Zudem ist er als Mitglied der Sportunion Abtenau und als Obmann der Wasser-Genossenschaft Postalm aktiv.

## Privates
Schnitzhofer ist verheiratet und Vater eines Sohnes und einer Tochter.